# Jay Flood
Jonathan "Jay" Flood est un compositeur de musique de film travaillant au studio Remote Control, le studio de production d'Hans Zimmer. Il a notamment travaillé sur Transformers (avec Steve Jablonsky) et Massacre à la tronçonneuse : Le Commencement.

## Biographie
Il est recruté par Hans Zimmer pour travailler au studio Remote Control.
En 2014, il compose la musique de Zemene, film récompensé au Festival de Boston pour Meilleur Documentaire,,.
Il enseigne à l'Université de Californie à Los Angeles ainsi qu'à la Longy School of Music of Bard College (en) de Cambridge où il a créé un cursus spécialisé en musique de film,[source insuffisante].

## Filmographie
- 2007 : The Bill Engvall Show de Bill Engvall (série télévisée)
- 2007 : Transformers, le jeu (jeu vidéo) (cocompositeur avec Steve Jablonsky)
- 2007 : Transformers de Michael Bay (musique de Steve Jablonsky) (programmation)
- 2007 : Hitcher de Dave Meyers (musique de Steve Jablonsky) (musiques additionnelles)
- 2007 : D-War de Hyung-rae Shim (musique de Steve Jablonsky) (musiques additionnelles)
- 2006 : Massacre à la tronçonneuse : Le Commencement de Jonathan Liebesman (musique de Steve Jablonsky) (musiques additionnelles)
- 2005 : Amityville d'Andrew Douglas (musique de Steve Jablonsky) (musiques additionnelles, programmation)
- 2005 : Desperate Housewives de Marc Cherry (série télévisée) (musique de Steve Jablonsky) (musiques additionnelles)
- 2004 : Power Yoga - Ursula Karven (documentaire vidéo)
- 2003 : Massacre à la tronçonneuse de Marcus Nispel (musique de Steve Jablonsky) (musiques additionnelles)
- 2003 : Agence Matrix de Daniel Voll (série télévisée) (musique de Steve Jablonsky) (musiques additionnelles)
- 2002 : Buddy's Big Break d'Eleanor Gaver
- 2001 : Air Cops de Rob Englehardt (série télévisée)
- 2001 : On the Inside: Convict Air de Rob Englehardt (série télévisée)
- 2001 : High Speed Pursuit: Justice on the Road de Rob Englehardt (série télévisée)
- 2001 : Code Red de Ian Gilmour (film TV) (musique de Shawn K. Clement, Garry McDonald et Laurie Stone) (musiques additionnelles)
- 2000 : 7-Teen Sips de Stephen Berra
- 2000 : On the Inside: Catching Bank Robbers de David Keane
- 2000 : Mysterious Ways de Peter O'Fallon (série télévisée)
- 2000 : Beach Watch: Newport Lifeguards de Rob Englehardt (série télévisée)
- 2000 : Monster Machines: Power Lifters de Rob Englehardt (série télévisée)
- 2000 : Monster Machines: Cutters and Crushers de Rob Englehardt (série télévisée)
- 2000 : Monster Machines: Massive Miners de Rob Englehardt (série télévisée)
- 2000 : Monster Machines: Big Builders de Rob Englehardt (série télévisée)
- 1999 : Trapped de Robert Mann
- 1998 : Miracle at Midnight de Ken Cameron (film TV) (musique de William Goldstein) (orchestrateur)
- 1997 : American Hero de Jeff Burr
- 1997 : The Don's Analyst de David Jablin (film TV) (musique de Mader) (musiques additionnelles)
- 1996 : Judge and Jury de John Eyres
- 1995 : Un papa de rechange de Blair Treu (film TV) (musique de William Goldstein) (orchestrateur)
- 1995 : Zoya : les chemins du destin de Richard A. Colla (film TV) (musique de William Goldstein) (orchestrateur)
- 1994 : L'Histoire sans fin 3 : Retour à Fantasia de Peter MacDonald (musique de Péter Wolf) (orchestrateur)